# میلیچتسه
میلیچتسه (به لاتین: Milejczyce) یک روستا در لهستان است که در گمینا میلیچتسه واقع شده‌است. میلیچتسه ۱٬۱۰۰ نفر جمعیت دارد.